# 유종현 (1960년)
유종현(劉鍾鉉, 1960년 10월 13일 ~)은 대한민국의 기업인이다. 1979년 서라벌고등학교를 거쳐 1986년 고려대학교 기계공학과를 졸업하고 삼성엔지니어링에서 근무하였으며, 1990년대 초반에는 오토캐드(AutoCAD) 서드파티 국제공인개발자로 AutoARC시리즈를 개발했다. 1997년부터 천리안, 하이텔, 유니텔, 나우누리 등 PC통신망에서 소호(SOHO) 창업전문가, 취업정보제공자로 활약했다.
1999년부터 건설취업포털 건설워커 대표, 의료취업포털 메디컬잡 대표, (주)컴테크컨설팅의 대표이사로 재직 중이며, 취업전문가, 잡(JOB) 칼럼니스트, 교육신문 뉴스에듀 고문으로도 활동 중이다. 1990년대 후반 '그림자 채용' '게릴라 채용' 등의 채용시장 신조어를 만들었다.
저서로는 <건축 인테리어를 위한 AutoCAD (탐구원 / 1996)>, <돈! 돈이 보인다! (한국컴퓨터매거진 / 1998)>, <IP/CP 대박 터뜨리기 (나노미디어 / 1999)> 등이 있다.

## 생애

### 개발자 시절
유종현은 1994년 국내 최초로 3차원 건축설계프로그램 '오토아크 프로'를 개발, 화제가 됐다. 그가 처음 소프트웨어 회사 '컴테크'를 창업한 것은 1991년이다. 삼성엔지니어링에 다니던 유종현은 회사를 그만두고 부친 소유의 건물 2층에서 프로그램 개발에 착수했다.
그 당시는 새로 개업하는 젊은 건축사들을 중심으로 막 컴퓨터 캐드 장비를 도입하던 시기였다. 그 이전에는 ‘컴퓨터보다 수작업이 빠르다’고 할 만큼 국내에 CAD를 이용하는 건축사사무소가 드물었다. 이후 10여차례 성능을 향상시킨 새 프로그램을 발표하면서 컴테크는 건축설계 분야에서 꽤 알려진 회사가 됐다.

### 소호창업전문가 시절
1990년대 중반 유종현은 미국등 선진국에서 인기를 끌던 소호(SOHO)사업에 관심을 갖기 시작했다. 소호 비즈니스에 대해 부지런히 정보사냥을 했지만 국내에 참고할만한 자료가 전혀 없었다. 이때 「바로 이거다」 하는 느낌이 그의 머리를 스치고 지나갔다. 소호창업 절차와 방법을 소개하는 정보제공업(IP, Information Provider)을 PC통신에서 시작하면 괜찮을 것이라는 생각이 들었다. 그는 천리안, 하이텔, 유니텔 등 PC통신에 서비스 코너를 개설하고 소호창업정보를 제공하기 시작한다.
처음에는 소호에 관심을 갖는 사람이 그다지 많지 않았지만, 국제통화기금(IMF) 한파가 몰아닥치고 실직자가 속출하면서, 소호창업에 관심을 갖는 사람들이 폭발적으로 증가했다. 유종현은 그동안 쌓아온 노하우를 맘껏 발휘할 수 있는 기회를 얻을 수 있었다.

### 취업정보전문가 활동
유종현은 소호창업전문가로 활동하면서 주요 PC통신망에 건설분야 취업정보를 제공하기 시작한다. 과거 건설엔지니어링 회사 근무와 건축설계용 캐드 프로그램을 개발했던 경험이 토대가 됐다. 1997년 PC통신 천리안, 하이텔, 유니텔, 나우누리에서 출발한 이 정보는 1999년 7월 인터넷 웹사이트 건설워커로 재탄생했다.
건설 일자리 창출 및 취업연계에 기여한 공을 인정받아 대한건설협회 건설경제신문이 선정한 '2014 하반기 베스트 상품 취업포털 부문상'을 받았다. 2016년 7월 19일 '제2회 대한민국인성교육대상' 시상식에서 구직자 인성교육에 이바지한 공로를 인정받아 '진로교육부문' 대상 수상의 영예를 안았다. 2020년 6월 23일 '2020 대한민국 브랜드 대상' 시상식에서 '건설취업정보부문' 대상을 수상했다.
취업칼럼 연재
유종현은 이후 지금까지 줄곧 취업정보 전문가로 활동하며 신문, 잡지 등 다양한 매체에 취업칼럼을 기고하고 있다. 2006년부터 2009년 초까지 머니투데이 성공학 코너 고정칼럼으로 ‘유종현의 취업의 기술’을 인기리에 연재했으며 2011년 11월부터는 교육신문 뉴스에듀에서 ‘유종현의 트위터 톡톡’면을 맡고 있다.

## 학력
- 고려대학교 공과대학 기계공학과 졸업(1986년)
- 고려대학교 공과대학 입학(1979년)
- 서라벌고등학교 졸업(1979년)
- 서울용문중학교 졸업(1976년)
- 서울수유초등학교 졸업(1973년)

## 경력
- 1999년 7월 ~ 現 건설워커, 메디컬잡 대표
- 1999년 1월 ~ 現 (주)컴테크컨설팅 대표이사
- 2012년 10월 ~ 現 뉴스에듀신문사 고문[30]
- 1997년~2000년 천리안, 하이텔, 유니텔, 나우누리 등 PC통신망에 건설취업정보, 이공계취업정보 등 제공
- 1997년~2000년 천리안, 하이텔, 유니텔, 나우누리 등 PC통신망에 소호창업정보 제공
- 1993년 3차원 건축설계SW AutoARC PRO 개발[1][14]
- 1993년 Autodesk社 건축부문 AutoCAD 국제공인개발자
- 1991년 4월 컴테크 창립
- 1986년 ∼ 1988년 삼성엔지니어링(前코리아엔지니어링)
- 1985년 12월 삼성그룹 입사 (대졸 26기)

## 수상내역
- 2025년 대한민국교육대상 건설취업부문 대상[31]
- 2023년 대한민국교육대상 건설구인구직 브랜드부문[32]
- 2022년 12월 대한민국교육대상 교육공헌대상 구인구직부문 수상[33][34]
- 2020년 6월 대한민국 브랜드 대상 수상[35]
- 2016년 12월 대한민국베스트브랜드대상 수상[36]
- 2016년 7월 대한민국인성교육대상 '진로교육부문' 대상 수상[37]
- 2014년 12월 대한건설협회 건설경제 2014 하반기 베스트 상품 취업포털 부문상 수상[18]
- 2011년 11월 농협중앙회 회장 감사패 수상
- 2008년 12월 한국여성과학기술인지원센터 공로패 수상
- 2008년 10월 농협중앙회 회장 감사패 수상
- 2001년 한국일보 2001 히트웹사이트 선정 (인터넷 서비스 부문)
- 1999년 천리안 최우수 생활콘텐츠상 수상
- 1999년 하이텔 최우수 취업/창업 IP 수상
- 1999년 신지식인 선정[38]

## 저서
- 《건축 인테리어를 위한 AutoCAD》 1996년 ISBN 8970671293
- 《돈 돈이 보인다》 1998년 ISBN 8976291719
- 《IP/CP 대박 터뜨리기》 1999년 ISBN 8995015039